# Leucosidea sericea
Leucosidea sericea är en rosväxtart som beskrevs av Christian Friedrich Frederik Ecklon och Zeyh.. Leucosidea sericea ingår i släktet Leucosidea och familjen rosväxter. Inga underarter finns listade i Catalogue of Life.

## Bildgalleri

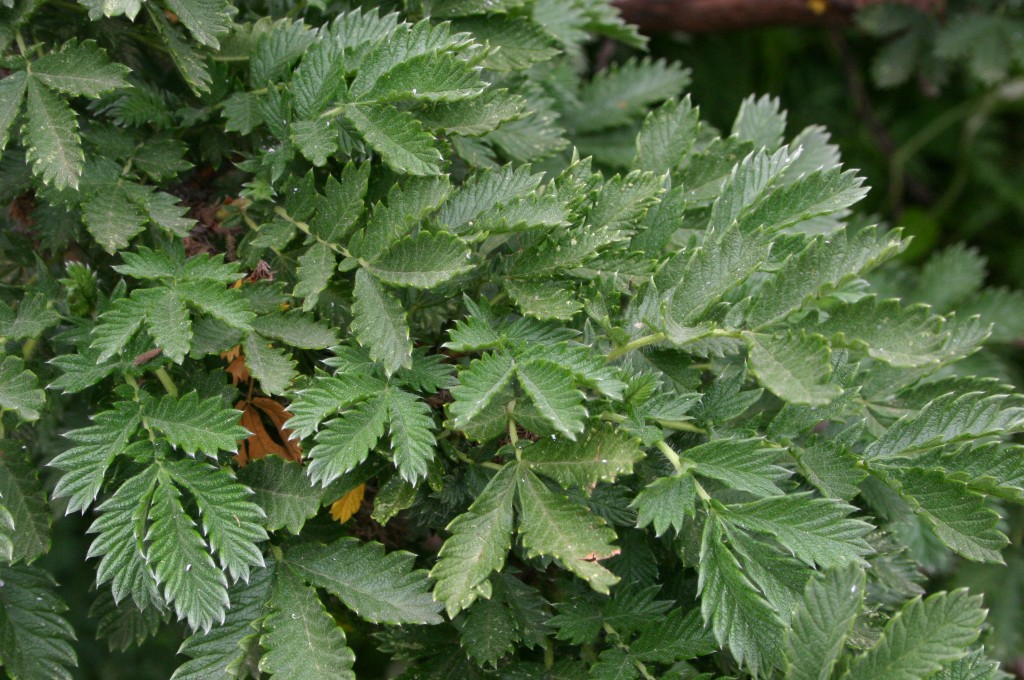
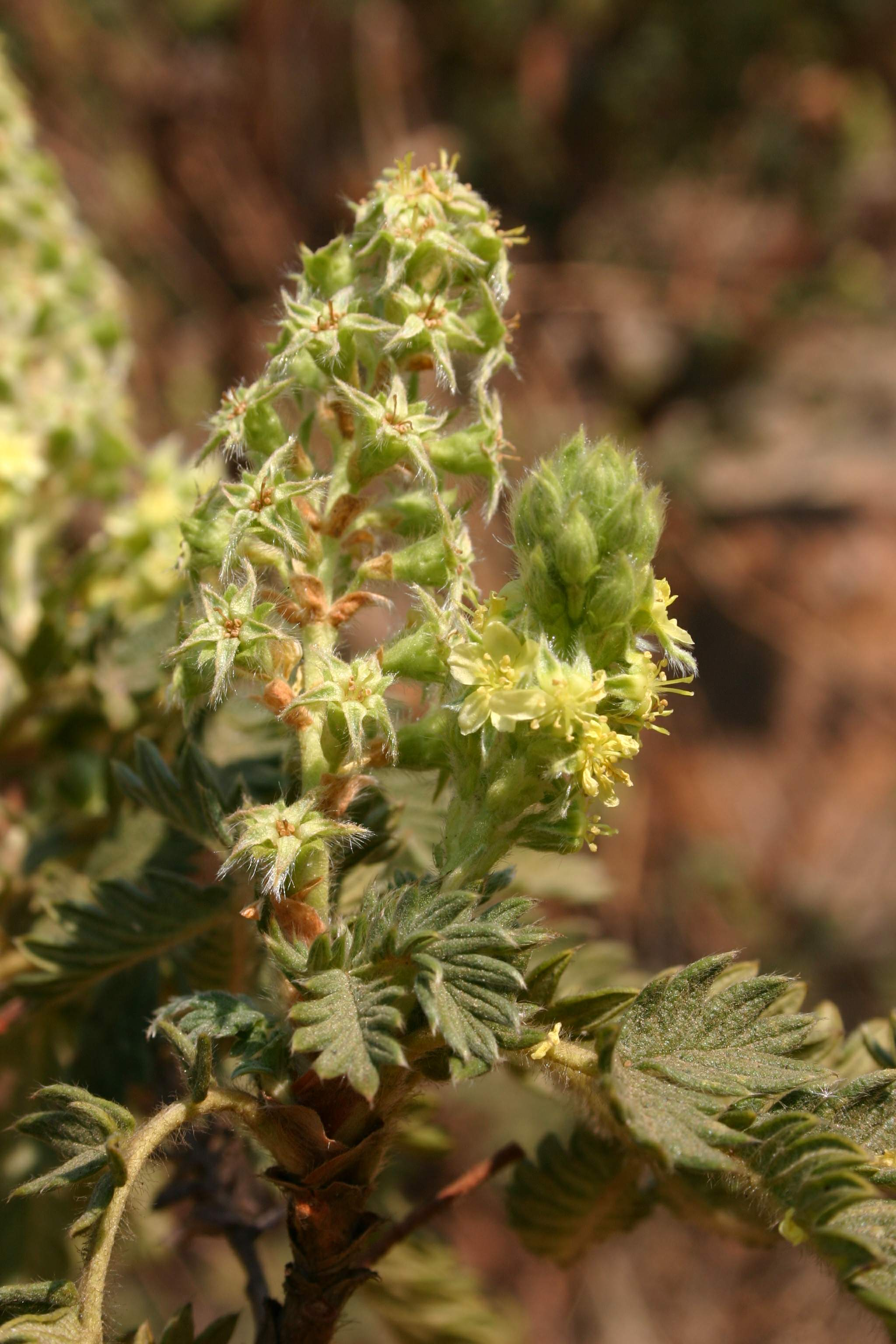
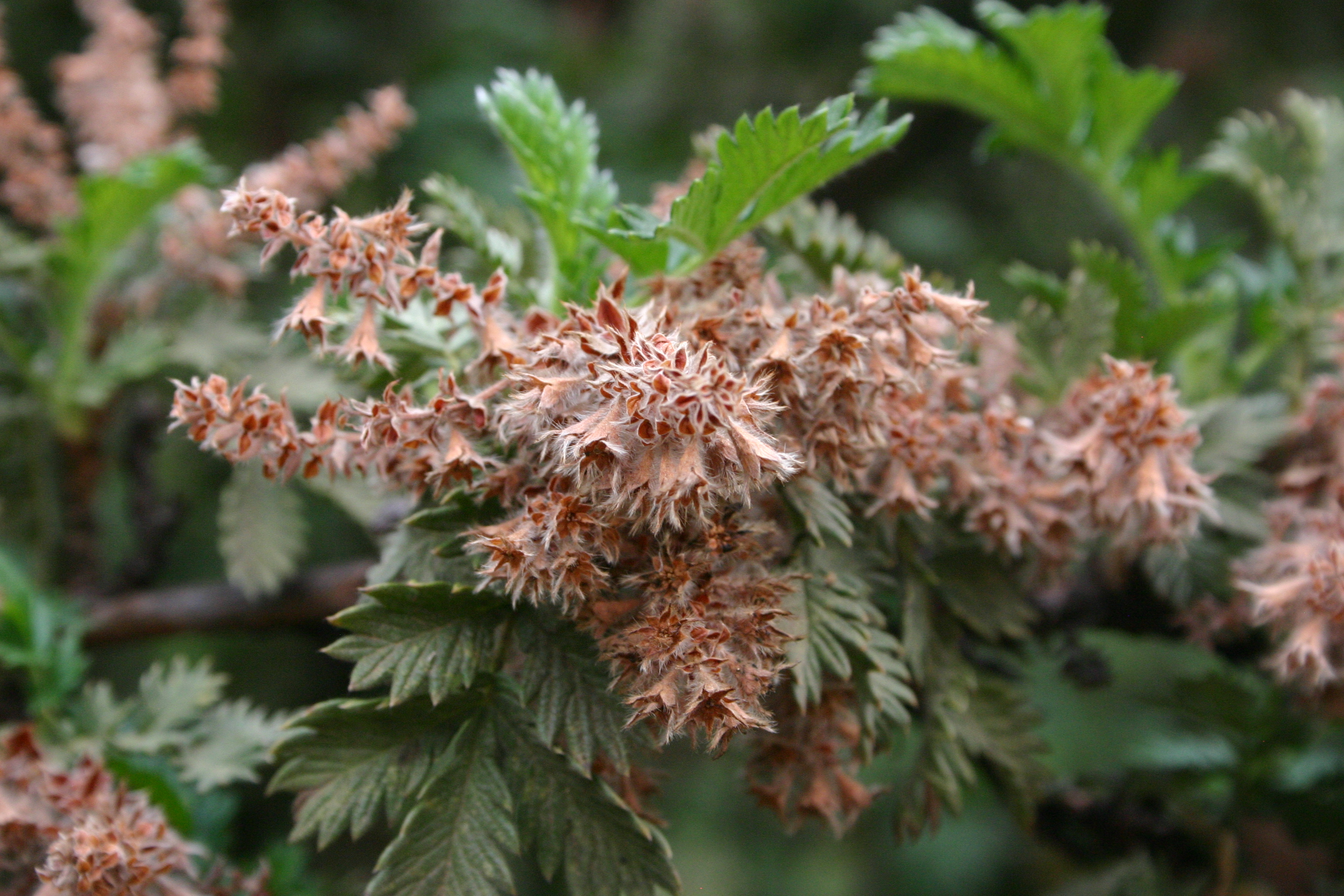
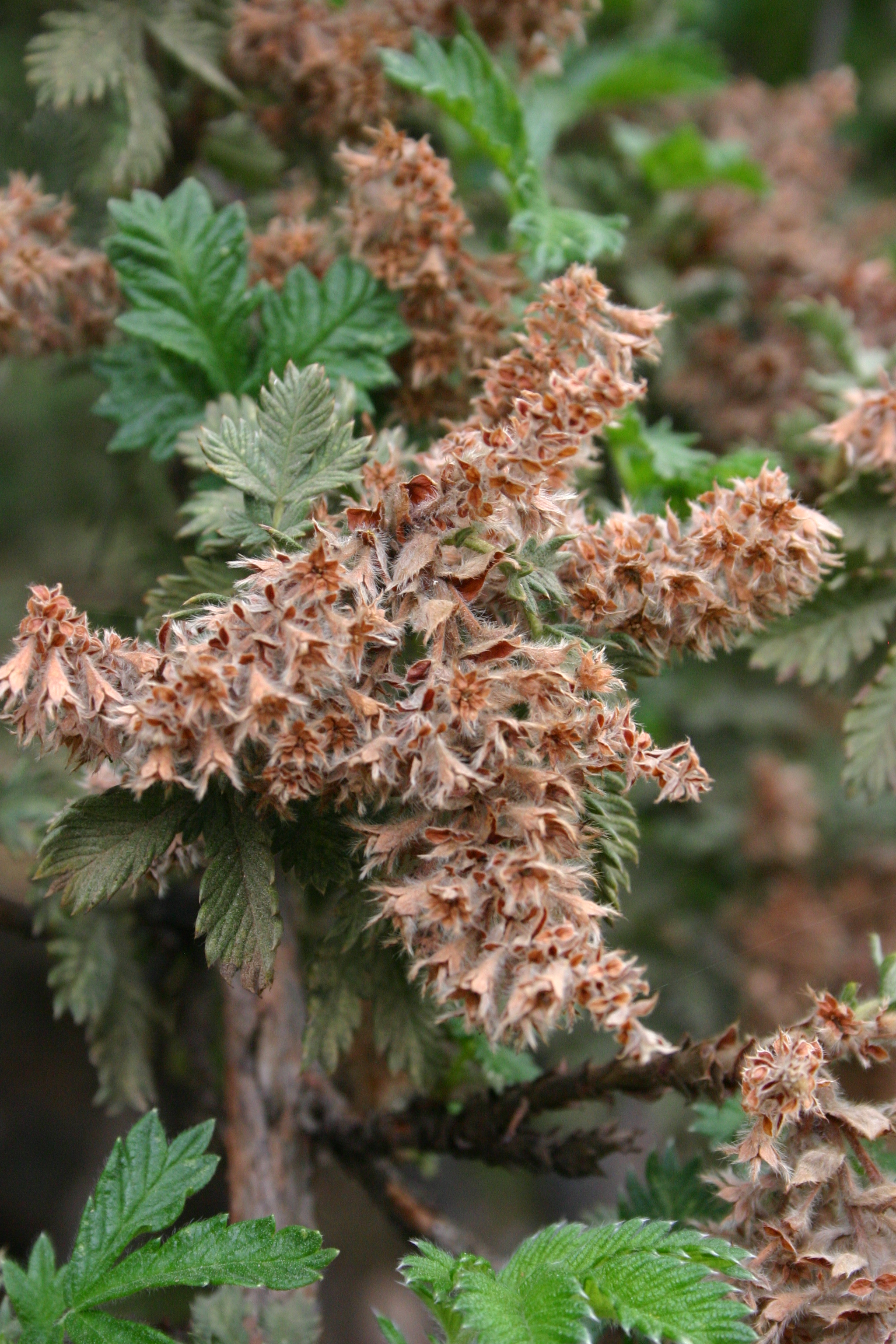
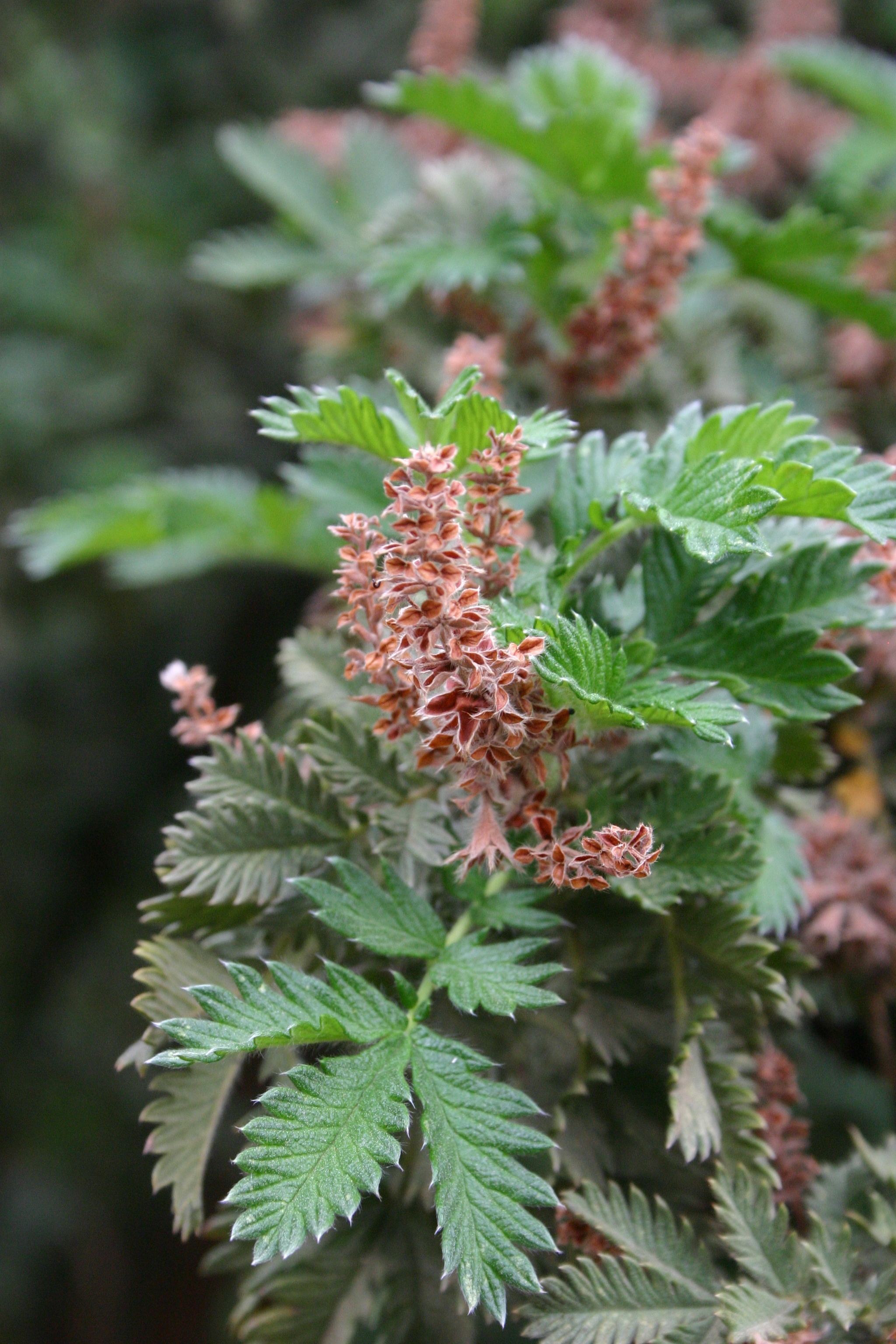